# Mowgli: Las Nuevas Aventuras del Libro de la Selva
Mowgli: Las Nuevas Aventuras del Libro de la Selva es una serie de televisión estadounidense de 1998 basada en las novelas de Rudyard Kipling, The Jungle Book y The Second Jungle Book. La serie se estrenó el 7 de febrero de 1998 y finalizó el 1 de agosto del mismo año.

## Sinopsis
Mowgli (Sean Price McConnell), el chico de la selva hace amistad con una niña americana llamada Nahbiri Bhandari (Lindsey Peter) que viene de vacaciones a Jabalpur con su padre (Bart Braverman) y juntos viven muchas aventuras y tesoros.

## Reparto
- Sean Price McConnell - Mowgli, El protagonista principal de la serie, un niño que fue abandonado en la selva desde que era bebe y que es criado por animales y comienza a ser amigo de Nahbiri que ahora juntos vivirán las aventuras que aún serán inolvidables.
- Lindsey Peter - Nahbiri Bhandari, una niña americana que está de vacaciones en Jabalpur con su padre el Dr. Bhandari que está con personas enfermas, un día en el campamento conoce a Mowgli que comienza a tener una buena amistad con el.
- Bart Braverman - Dr. Bhandari, es el padre de Nahbiri. Desde que murió su esposa él y su hija dejan atrás a America para irse a Jabalpur a curar personas enfermas, desde que conoció a Mowgli, Le decía a Nahbiri que no se acerque a él, debido a su salvajismo pero poco a poco le toma cariño a él y aceptando que su hija sea la primera amiga de Mowgli.
- Richard Assad - Avtar, el villano principal de la serie, Un malvado que ha escuchado historias de Mowgli y que muchos habitantes saben quien es el, desde que llegó el chico, Avtar planea matarlo y tratar de robar tesoros escondidos por años.

## Episodios
- 1 - Mowgli del Seoni - Parte 1
- 2 - Mowgli del Seoni - Parte 2
- 3 - Un nuevo comienzo
- 4 - La enorme imagen
- 5 - De lado a lado
- 6 - Qué hay cerca
- 7 - Amigo o Enemigo
- 8 - Cortocircuito
- 9 - El tiro perfecto
- 10 - El hijo de Akela
- 11 - El pájaro hueco
- 12 - Paternidad
- 13 - Guaridas Frías
- 14 - Rashomowgli
- 15 - Mowgli, Investigador Privado
- 16 - Buenas Intenciones
- 17 - Mejores Amigos
- 18 - Lecciones de Vida
- 19 - Interior y Retroceder
- 20 - El guardián
- 21 - Ir a extremos
- 22 - Persecución de papel
- 23 - Sentirse Atrapado
- 24 - Corriendo como el viento
- 25 - Regreso a Guaridas Frías - Parte 1
- 26 - Regreso a Guaridas Frías - Parte 2

## Doblaje
| Personaje        | Doblaje al español |
| ---------------- | ------------------ |
| Mowgli           | Luis Carreño       |
| Nahbiri Bhandari | ¿?                 |
| Dr. Bhandari     | ¿?                 |
| Avtar            | Luis Pérez Pons    |

## Producción
La serie se filmó en San José (Costa Rica), entre abril y junio de 1997. Unos pocos meses del estreno de la serie un agente le pidió a Sean Price McConnell y a Lindsey Peter participar en la película Jungle Book: Lost Treasure, que ahora Sean quería seguir otra vez con el papel de Mowgli, pero tuvieron que llamar al actor costarricense Antonio Baker para ser el nuevo Mowgli.
- Datos: Q3866713